# Pogrom d'Anvers
Le pogrom d'Anvers est une émeute antisémite survenue à Anvers, le lundi 14 avril 1941. À la suite de la projection du film de propagande nazie Le Juif éternel, deux cents activistes pro-nazis de la Zwarte Brigade, du VNV, de De Vlag, de la ligue anti-juive Volksverwering et de la SS Vlaanderen provoquent une émeute connue sous le nom de Pogrom d'Anvers. Ils mettent le feu à deux synagogues et à l'habitation du grand-rabbin Markus Rottenberg qui parvient à s'enfuir. Deux cents vitrines de magasins sont détruites. L'occupant empêche les pompiers d'accéder aux lieux du sinistre. Des exemplaires de la Torah et des livres de prières sont brûlés sur la rue en un autodafé.

## Déroulement
Le matin du lundi de Pâques, à 10 h, la Propaganda-Abteilung a organisé la projection du film de Fritz Hippler Le Juif éternel dans le cinéma Rex de la Keyzerlei. Elle s'appuie sur la ligue antijuive qui compte un millier d'activistes sous la houlette de l'avocat anversois René Lambrichts (1900-1993). Devant une salle de 1 500 places comble, ce dernier fait une allocution en préambule à la projection. Collaborationniste, il salue la politique menée par Hitler qui libérera l'Europe de l'influence juive. Le journal clandestin socialiste Le Peuple dénonçait déjà les agissements de Lambrichts qui, par ses harangues, ne visaient qu'à déclencher des émeutes antisémites. C'est le cas à l'issue de la projection : deux cents activistes descendent la Keyzerlei en direction du quartier juif de la gare centrale, Pelikaanstraat. Ils passent devant la Kommandantur d'Anvers qui ignore tout de cette manifestation et voit défiler les émeutiers armés de gourdins et de bâton ferrés. Sur leur passage, les vitrines des commerces juifs sont saccagées. Le groupe se dirige ensuite vers la Oostenstraat et Van-den-Nestlei pour y piller les deux synagogues, en détruire le mobilier, les objets du culte et les livres sacrés. Ils se rendent ensuite chez le grand-rabbin d'Anvers (depuis 1912) Markus (Mordechai) Rottenberg (père du grand-rabbin Chaim Yaakov Rottenberg et grand-père du rabbin Mordechai Rottenberg, né après la guerre et qui porte son nom) mais celui-ci et sa famille parviennent à prendre la fuite avant l'arrivée des émeutiers qui mettent le feu à son habitation,. Les émeutiers ne laissent pas les pompiers accéder aux lieux des sinistres, et ils ne peuvent intervenir que tardivement, quand les dégâts portés aux édifices sont déjà considérables.
Eggert Reeder, chef de la Militärverwaltung pour la Belgique et le Nord de la France, responsable de la question juive, fulmine. Il entend régler la question juive dans le calme (fait pour tromper) et de tels débordements vont compromettre la planification des actions. Le 17 avril, les émeutiers tenteront de relancer une action. Ils trouveront cette fois devant eux les forces de l'ordre tant de la police que de la gendarmerie anversoise. En armes, avec l'aval de l'occupant, les policiers étouffent rapidement la manifestation antisémite et procèdent à des arrestations. Les Allemands font toutefois pression pour que les antisémites arrêtés soient relaxés.
Le grand-rabbin Markus (Mordechai) Rottenberg,, sera d'abord déporté au Camp d'internement de Vittel, en France, avant d'être envoyé à Auschwitz où il meurt dès son arrivée au début du mois de mai 1944.

## Galerie

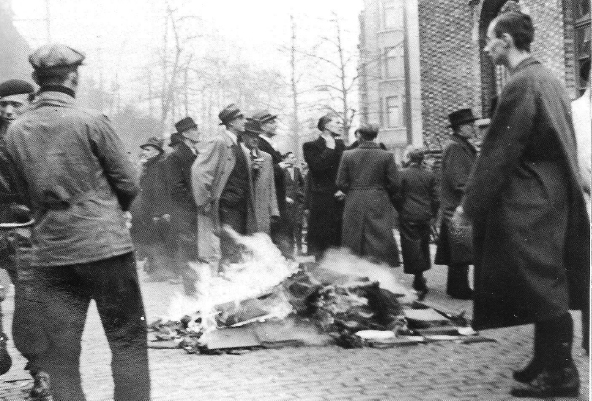
Autodafé.
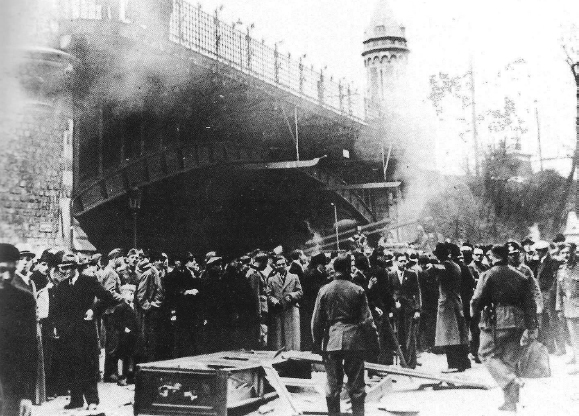
Destruction du mobilier.
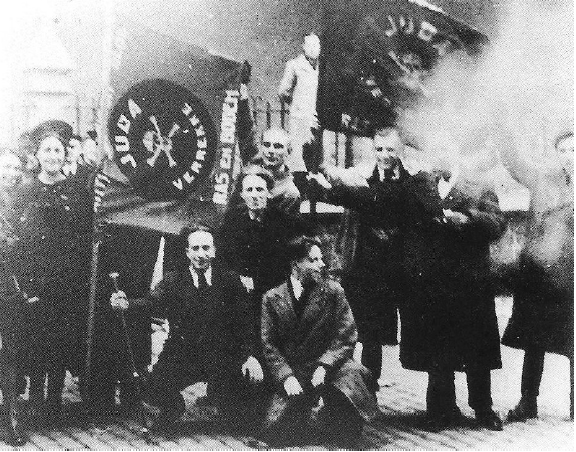
Ligue antijuive.